# Jessica Warner-Judd
Jessica „Jess“ May Warner-Judd (* 7. Januar 1995 in Rochford) ist eine britische Leichtathletin, die im Mittel- und Langstreckenlauf an den Start geht.

## Sportliche Laufbahn
Erste internationale Erfahrungen sammelte Jessica Warner-Judd 2011 bei den Jugendweltmeisterschaften nahe Lille, bei denen sie in 2:03,43 min die Bronzemedaille im 800-Meter-Lauf gewann. Im Jahr darauf gewann sie bei den Juniorenweltmeisterschaften in Barcelona in 2:00,96 min die Silbermedaille über 800 Meter hinter der US-Amerikanerin Ajeé Wilson und belegte über 1500 Meter in 4:09,93 min den fünften Platz. 2013 qualifizierte sie sich über 800 Meter für die Weltmeisterschaften in Moskau, bei denen sie mit 2:01,48 min in der ersten Runde ausschied. 2014 nahm sie für England an den Commonwealth Games in Glasgow teil und wurde dort in 2:01,91 min Vierte. Anschließend erreichte sie bei den Europameisterschaften in Zürich in 2:01,65 min Rang sieben. 2017 nahm sie im 1500-Meter-Lauf an den Weltmeisterschaften in London teil, bei denen sie mit neuer persönlicher Bestleistung über 1500 Meter in das Halbfinale gelangte und dort mit 4:10,14 min ausschied. Kurz darauf gewann sie über 5000 Meter in 15:51,19 min die Bronzemedaille bei der Sommer-Universiade in Taipeh hinter der Deutschen Hanna Klein und Jessica O’Connell aus Kanada.
2018 nahm sie erstmals an den Commonwealth Games im australischen Gold Coast teil und wurde dort in 4:08,82 min 14. über 1500 Meter. Im Jahr darauf siegte sie bei den Studentenweltspielen in Neapel in 15:45,82 min im 5000-Meter-Lauf. Im Herbst schied sie bei den Weltmeisterschaften in Doha mit 15:51,48 min im Vorlauf über 5000 Meter aus und anschließend belegte sie bei den Crosslauf-Europameisterschaften in Lissabon in 28:05 min den sechsten Platz im Einzelbewerb und sicherte sich in der Teamwertung die Goldmedaille. 2021 nahm sie über 5000 und 10.000 Meter an den Olympischen Spielen in Tokio teil und verpasste dort über 5000 Meter mit 15:09,47 min den Finaleinzug, während sie nach 31:56,80 min auf Rang 17 über 10.000 Meter gelangte. Im Dezember belegte sie bei den Crosslauf-Europameisterschaften in Dublin in 27:01 min den vierten Platz und sicherte sich in der Teamwertung erneut die Goldmedaille.
2022 erreichte sie bei den Weltmeisterschaften in Eugene das Finale über 5000 Meter und belegte dort mit 15:19,88 min Rang 13. Zudem gelangte sie über 10.000 Meter mit 30:35,93 min auf Rang elf. Anschließend belegte sie bei den Commonwealth Games in Birmingham in 31:18,47 min den fünften Platz über 10.000 Meter und wurde dann bei den Europameisterschaften in München mit 32:23,98 min Zehnte. Im Dezember gelangte sie bei den Crosslauf-Europameisterschaften in Turin nach 27:27 min auf Rang acht im Einzelbewerb und gewann in der Teamwertung die Silbermedaille hinter dem deutschen Team. Im Jahr darauf belegte sie bei den Weltmeisterschaften in Budapest in 31:35,38 min den achten Platz über 10.000 Meter. Im Dezember gelangte sie bei den Crosslauf-Europameisterschaften in Brüssel nach 35:20 min auf den fünften Platz im Einzelrennen und sicherte sich in der Teamwertung die Goldmedaille. 2024 kam sie bei den Europameisterschaften in Rom über 10.000 Meter nicht ins Ziel.
In den Jahren 2020, 2021 und 2023 wurde Warner-Judd britische Meisterin im 5000-Meter-Lauf.

## Persönliche Bestleistungen
- 800 Meter: 1:59,77 min, 11. Juni 2014 in Oslo
- 1000 Meter: 2:39,52 min, 24. Mai 2015 in Hengelo
- 1500 Meter: 4:03,73 min, 4. August 2017 in London
  - 1500 Meter (Halle): 4:14,53 min, 24. Januar 2015 in Glasgow
- 1 Meile: 4:28,59 min, 9. Juli 2017 in London
- 3000 Meter: 8:52,73 min, 21. April 2021 in Birmingham
  - 3000 Meter (Halle): 9:00,06 min, 16. Februar 2013 in Birmingham
- 5000 Meter: 14:51,53 min, 8. September 2023 in Brüssel
- 10.000 Meter: 30:35,93 min, 16. Juli 2022 in Eugene
- 10-km-Straßenlauf: 30:41 min, 14. Januar 2024 in Valencia
- Halbmarathon: 1:07:07 h, 11. Februar 2024 in Barcelona